# Veckans nyheter
Veckans nyheter var ett humorprogram på Kanal 5, utformat som ett nyhetsprogram. Programmet leddes först av Henrik Schyffert. Han ersattes senare av André Wickström, som tidigare medverkat som reporter i programmet.
Ett fast inslag var Det nya landet med Henrik och Erik Haag som Indianen och tolken från den andra deltävlingen i Melodifestivalen 2005. Ett annat var En informationsfilm från Svenskt Näringsliv.
Några av de övriga som medverkat i programmet är Johan Glans, Magnus Betnér, Peter Apelgren, Babben Larsson, Felix Herngren, Ulf Kvensler och Sissela Kyle. Vinjett: "Spareparts" skriven av The Animal Five, mixad av Marco Manieri.